# Nyctemera tricolor
Nyctemera tricolor är en fjärilsart som beskrevs av Felder 1874. Nyctemera tricolor ingår i släktet Nyctemera och familjen björnspinnare. Inga underarter finns listade i Catalogue of Life.